# Savaneta Other
Savaneta Other – miejscowość (plaats) i strefa (zone) w regionie Savaneta w południowej części kraju autonomicznego Aruba, należącego do Holandii, w Ameryce Południowej. 1 stycznia 2020 r. była niezamieszkana.

## Podział administracyjny
W skład strefy nie wchodzi żadna miejscowość.